# Semidalis absurdiceps
Semidalis absurdiceps is een insect uit de familie van de dwerggaasvliegen (Coniopterygidae), die tot de orde netvleugeligen (Neuroptera) behoort. 
De wetenschappelijke naam Semidalis absurdiceps is voor het eerst geldig gepubliceerd door Enderlein in 1908.